# Konstantin Päts

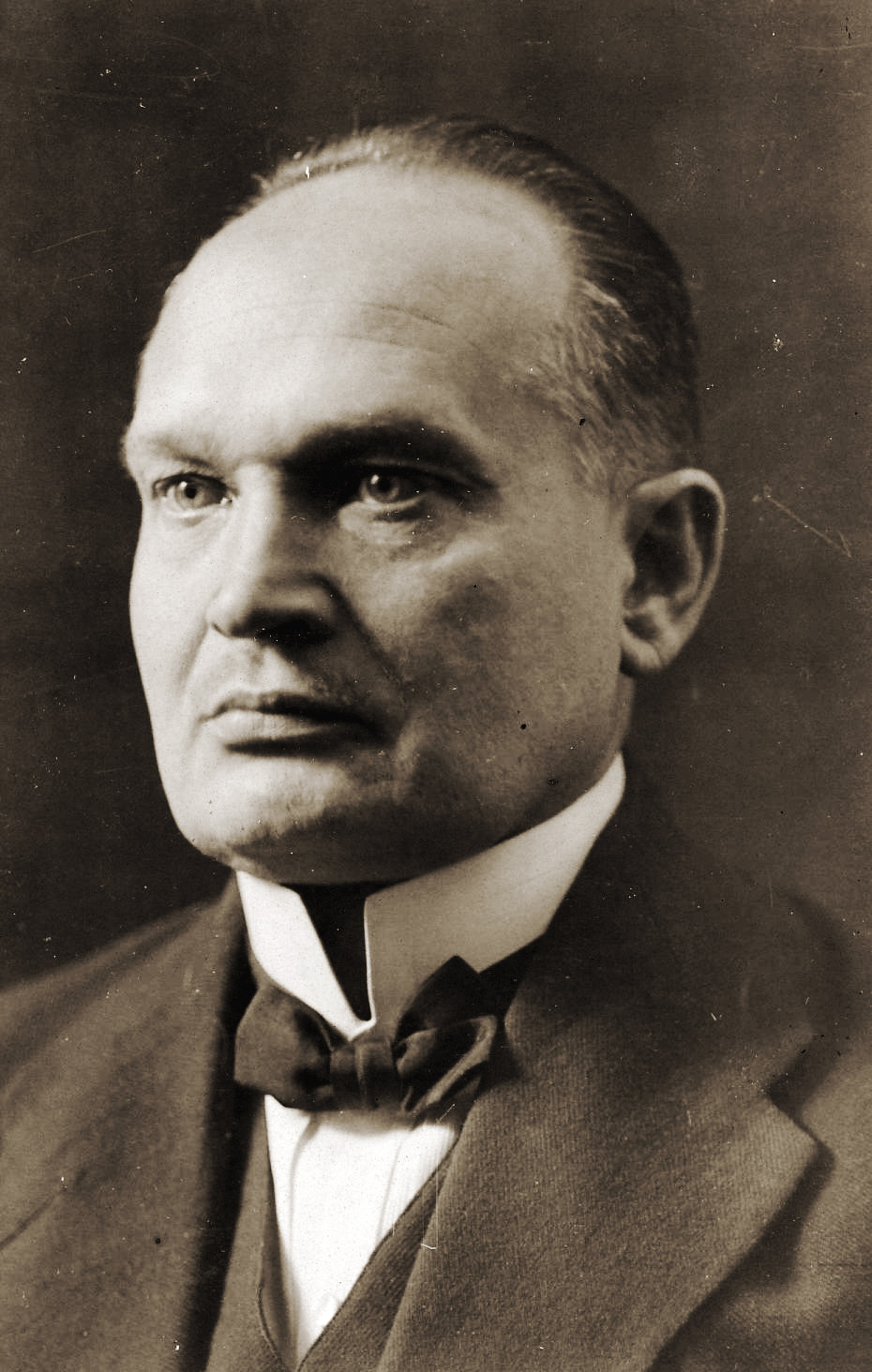
Konstantin Päts

Konstantin Päts (* 11. Februarjul. / 23. Februar 1874greg. in Tahkuranna, Gouvernement Livland, Russisches Kaiserreich; † 18. Januar 1956 in Buraschewo, Russische SFSR, Sowjetunion) war ein estnischer Staatsmann. Von 1938 bis 1940 amtierte er als erster Präsident der unabhängigen Republik Estland.

## Leben

### Herkunft
Konstantin Päts, der 1898 sein Jura-Studium an der Kaiserlichen Universität Dorpat absolvierte, diente in der Folgezeit bis 1899 in der russischen Armee in Pskow. Von 1901 bis 1905 war er Herausgeber der Zeitung Teataja (=Gazette) in Tallinn. 1905 nahm Päts an der bürgerlichen Revolution teil. Er entfloh der Strafverfolgung auf das Gut Weissenstein bei Bern (1905 bis 1909) und dann ins finnische Exil. In der Schweiz stand er im Kontakt mit dem bis 1917 ebenfalls im helvetischen Exil lebenden Mihkel Martna.
1909 kehrte er ins Russische Reich zurück und trat seine neunmonatige Strafe in einem St. Petersburger Gefängnis an. Von 1911 bis 1916 fungierte Päts, der auch in St. Petersburg eine estnische Zeitung herausgebracht hatte, als Herausgeber der Tallinna Teataja. Nach erneutem Militärdienst (1916 bis 1917), diesmal in Tallinn, wurde Päts Sprecher der obersten Heeresleitung des estnischen Militärs in Tallinn. Von 1917 bis 1918 war er Sprecher der estnischen Provinzversammlung (Eesti Maanõukogu). Von Juli bis November 1918 wurde er durch die Deutschen in Polen interniert.

### Aufstieg zum Staatschef

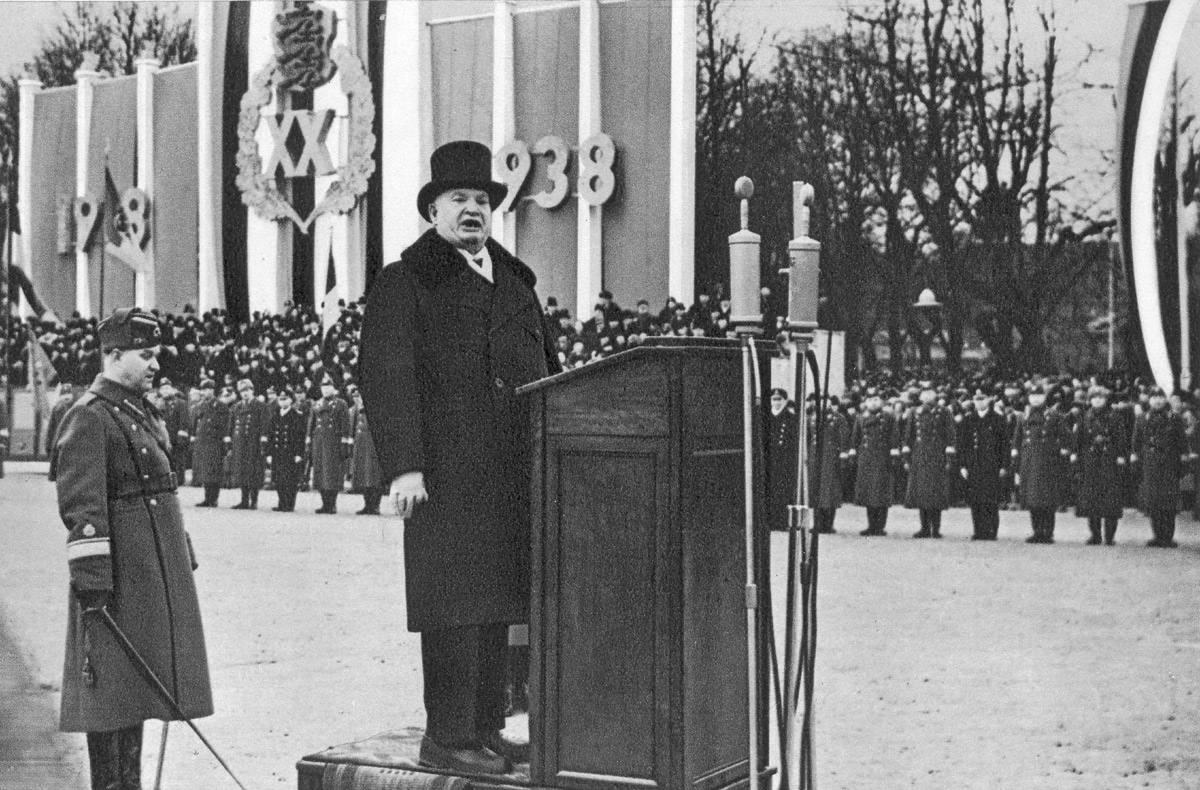
Päts spricht anlässlich des 20. Jahrestages der Gründung der Republik Estland auf dem Petersplatz in Tallinn, 1938

Nach seiner Rückkehr in das nun unabhängige Estland wurde Päts zum Ministerpräsidenten, Innenminister und Verteidigungsminister der provisorischen Regierung berufen. Päts war von 1919 bis 1920 Mitglied der verfassunggebenden Versammlung (Asutav Kogu) der unabhängigen Republik Estland, von 1920 bis 1934 sowie 1937 Mitglied des estnischen Reichstags (I-V Riigikogu). Zwischen 1920 und 1934 hatte er mehrmals das Amt des Staatsältesten (Riigivanem), d. h. des Staatsoberhauptes, inne: von Januar 1921 bis November 1922, von August 1923 bis März 1924, von Februar 1931 bis Februar 1932, von November 1932 bis Mai 1933 sowie von Oktober 1933 bis Januar 1934. Er war Parteiführer des Bundes der Landwirte, der in den 1920er Jahren zur stärksten politischen Kraft in Estland heranwuchs.
Nach dem Staatsstreich vom 12. März 1934 errichtete Päts ein autoritäres Regime, indem er den Staatsnotstand erklärte. Damit wollte er wahrscheinlich dem drohenden Wahlsieg der quasi-faschistischen Partei EVL zuvorkommen. Während der folgenden vier Jahre regierte er Estland als Riigihoidja (Reichsprotektor). 1938 wurde Päts zum Präsidenten gewählt. Im Gegensatz zu seinen Amtskollegen in Lettland und Litauen beseitigte Päts die demokratische Ordnung allerdings nicht vollständig. Er prägte für seine Diktatur die Bezeichnung gelenkte Demokratie. In der Bevölkerung war der Premier wegen seiner Volksnähe und seiner Bauernschläue beliebt. Neben seiner politischen Tätigkeit war Päts im Versicherungs- und Bankensektor tätig und veröffentlichte eine Reihe von Schriften zu unterschiedlichen Themengebieten.

### Deportation und Tod
Nach der Besetzung Estlands durch die Sowjetunion im Juni 1940 wurde Päts im Alter von 66 Jahren durch die Sowjets gefangengesetzt und nach Ufa am Ural deportiert. Damit begann ein fast 16-jähriger Leidensweg durch sowjetische Haftanstalten, Gulag-Lager und psychiatrische Kliniken, ohne dass jemals Anklage gegen ihn erhoben worden war. Trotz allem blieb er ungebeugt, wie drei aus den 1950er Jahren stammende Briefe beweisen, die 20 Jahre nach seinem Tod ins Ausland geschmuggelt werden konnten. Kurzfristig war er auch im Psychiatrischen Krankenhaus von Jämejala untergebracht, wo es zu Beifallsbekundungen der Bevölkerung kam. Päts starb 1956 in einer psychiatrischen Klinik in Buraschewo, Oblast Kalinin (heute Oblast Twer), Russische SFSR (heute Russische Föderation).
Die sterblichen Überreste von Päts konnten erst infolge der Wiedererlangung der Unabhängigkeit 1990 nach Estland überführt werden. Seine Grabstätte befindet sich auf dem Waldfriedhof westlich von Tallinn, wo auch Lennart Meri und andere bedeutende Persönlichkeiten beigesetzt wurden. Ungeachtet des Umsturzes von 1934 besteht im estnischen Volk eine große Verehrung für den ersten Staatschef des unabhängigen Estlands.